# タラソナ
タラソーナ （Tarazona）は、スペイン・アラゴン州サラゴサ県のムニシピオ（基礎自治体）。タラソーナ司教座が置かれている。
ローマ帝国時代、タラソーナはローマ市民で占められた繁栄した都市であった。その頃の名はトゥリアソ（Turiaso）であった。ローマ帝国衰退後に市は衰え、のちに8世紀初頭にイスラム勢力の支配下に入った。
アラゴン王アルフォンソ1世によるレコンキスタで1119年に解放されると、タラソーナ司教座が置かれた。12世紀初頭にフランス風ゴシック建築のタラソーナ大聖堂の建設が始まり、1232年に終了した。
アルフォンソ1世の死後、タラソーナはカスティーリャ王国、ナバラ王国、アラゴン王国の間の辺境に位置する町となり、戦略的要所とされた。
中世の間、市の人口を占めていたのはキリスト教徒、ユダヤ人、イスラム教徒が共存する多様な社会であった。イスラム教徒の存在が地元の建築に影響を残した。大聖堂そのものはのちにムデハル様式で再建されている。モリスコが追放された時には、市は危機的状況に陥った。
アラゴン王ペドロ4世とカスティーリャ王ペドロ1世が争ったロス・ドス・ペドロス戦争時代には、市はカスティーリャ軍に9年間占領され、この時期に大聖堂が損傷した。
20世紀、タラソーナはマッチと織物の主要産地であったが、これらの産業は1980年代に別のものに替わった。
この街を拠点とするサッカークラブにはSDタラソナがある。